# Joseph Charles Mellish
Joseph Charles Mellish (* 1769; † 1823 in London; vollständiger Name Joseph Charles von Mellish of Blyth) war ein britischer Diplomat, Poet, Schiller-Übersetzer und preußischer Adliger.

## Leben und Wirken

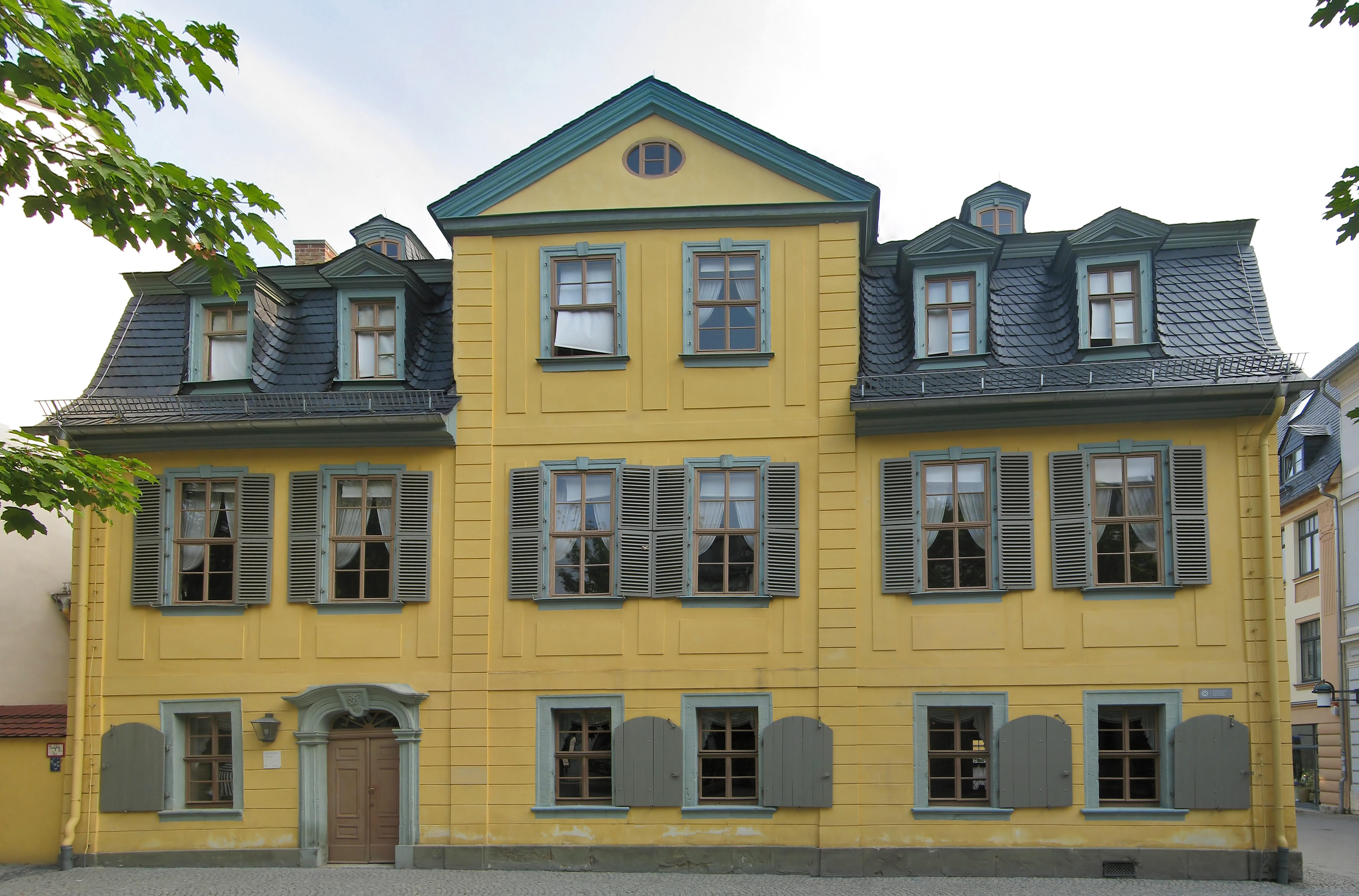
Mellishs Besitz in Weimar 1801, den er 1802 an Schiller als Wohnhaus weiterverkaufte

Mellish war der ältere Sohn des britischen Abgeordneten Charles Mellish of Blyth (1737–1797). Nach seiner Ausbildung in Eton ging er 1786 an das Trinity College in Cambridge. Im Folgejahr 1787 wurde er zum Lincoln’s Inn zugelassen.
Von seinem Vater wurde er wegen seines extravaganten Lebensstils und seiner Spielsucht enterbt: im letzten Willen des Vaters 1794 wurde er lediglich mit £ 1000 bedacht, während seine jüngeren Geschwister jeweils £ 9000 erhielten und der jüngere Bruder Henry Francis das Blyth-Anwesen erhielt.
Mellish war im Jahr 1809 britischer Konsul in Louisiana; dem folgte ein Einsatz in Palermo und von 1814 bis 1823 hielt er sich in Hamburg auf. Mellish war königlich-britischer Geschäftsträger und Generalkonsul bei den Hansestädten und dem niedersächsischen Reichskreis, er folgte Alexander Cockburn als britischer Sondergesandter am Hof von Hannover (1820) und wurde königlich-preußischer Kammerherr. Er wurde vom Weimarer Herzog am 30. März 1798 zum Kammerherrn ernannt.
Daneben wirkte Mellish als Schriftsteller und Übersetzer, der auf Englisch, Latein und Deutsch Poesie und Bühnenwerke verfasste bzw. übersetzte. Mellish wurde durch den preußischen König geadelt.
Mellish heiratete die deutsche Adlige Caroline Freiin von Stein (1777–1824), mit der er mehrere Kinder hatte. Seine Tochter Amalie (1799–1872) heiratete den königlich-preußischen Erb-Marschall in der Landgrafschaft Thüringen, königlich-sächsischen Kammerherrn und Ober-Forstmeister zu Moritzburg August Ferdinand Theodor Graf Marschall auf Burgholzhausen (1791–1867), den Sohn von August Dietrich Marschall (1750–1824).

## Werke
- Mary Stuart: a tragedy. autorisierte englische Blankversübersetzung von Schillers Maria Stuart, 1801 (mit einer Biographie des Übersetzers und handschriftlichem Dokumentationsmaterial) (Online).
- The dramas of Frederick Schiller. 1801.
- Eine Brille für kurzsichtige Politiker. 1804.
- Gedichte. Perthes und Besser, Hamburg 1818.